# ريكي رودريغيز
ريكي رودريغيز (بالإسبانية: Ricky Rodriguez)‏ هو قائد ديني إسباني، ولد في 25 يناير 1975 في تنريفي في إسبانيا، وتوفي في 9 يناير 2005 في بلايث في الولايات المتحدة.